# Jarosław Zalewski
Jarosław Zalewski – polski inżynier, doktor habilitowany nauk inżynieryjno-technicznych, specjalizujący się w dynamice pojazdów, adiunkt na Wydziale Administracji i Nauk Społecznych Politechniki Warszawskiej.

## Życiorys
W 2005 ukończył studia na Wydziale Transportu Politechniki Warszawskiej. Doktoryzował się w 2011 na Wydziale Samochodów i Maszyn Roboczych PW, pisząc pracę zatytułowaną Modelowanie wpływu zaburzeń geometrii nadwozia na stateczność ruchu pojazdu samochodowego przygotowaną pod kierunkiem Jerzego Kisilowskiego, a w 2020 uzyskał habilitację w oparciu o monografię pt. Wpływ wybranych parametrów ruchu na niektóre cechy eksploatacyjne samochodu. Objął stanowisko adiunkta na Wydziale Administracji i Nauk Społecznych PW.
W swojej działalności naukowej skupił się na bezpieczeństwie ruchu drogowego i dynamice pojazdów samochodowych, w tym badaniach związanych z wypadkami samochodowymi, jak również na mechanice w kontekście bezpieczeństwa i budowy pojazdów oraz zastosowaniu informatyki w mechanicznej analizie zjawisk zachodzących w konstrukcjach. W 2015 został członkiem Polskiego Towarzystwa Mechaniki Teoretycznej i Stosowanej, a w 2017 – Polskiego Stowarzyszenia Telematyki Transportu. Publikował prace w czasopismach takich jak „Journal of Theoretical and Applied Mechanics”, „Archives of Transport” czy „Eksploatacja i Niezawodność”.